# Grand Slam of Darts
Grand Slam of Darts – turniej darterski organizowany przez Professional Darts Corporation, do udziału w zawodach zaproszeni są również czołowi gracze British Darts Organisation. Dotychczas rozegrano dwa pojedynkami pomiędzy liderami obu federacji. Turniej jest pierwszym tego typu rozgrywanym w Wielkiej Brytanii.
Pierwsze zawody rozegrano w 2007 i miał miejsce w Wolverhampton Civic Hall w dniach 17 i 25 listopada. Zwycięzcą został Phil Taylor, 2. miejsce zajął Andy Hamilton.
W 2008 turniej odbył się w Wolverhampton Civic Hall. w dniach 15 – 23 listopada. Zwycięzcą został ponownie Taylor, 2. miejsce zajął Terry Jenkins.
W 2018 turniej pierwszy odbył się w Aldersley Leisure Village Wolverhampton. w dniach 10 – 18 listopada. Zwycięzcą został Gerwyn Price, 2. miejsce zajął Gary Anderson.

## Sponsorzy
- 2007: PartyBets.com
- 2008–2009: PartyPoker.com
- 2010: Daily Mirror
- 2011–2013: William Hill
- 2014–2016: Singha Beer
- 2017–2018: Bwin
- 2019–2020: BoyleSports
- 2021–2022: Cazoo
- 2023–present: Mr Vegas

## Wyniki
| Rok  | Zwycięzca (średnia w finale)  | Wynik | 2. miejsce (średnia w finale) | Sponsor        | Pula nagród | Zwycięzca | 2. miejsce |
| ---- | ----------------------------- | ----- | ----------------------------- | -------------- | ----------- | --------- | ---------- |
| 2007 | Phil Taylor (101,75)          | 18–11 | Andy Hamilton (100,97)        | PartyBets.com  | £300 000    | £80 000   | £35 000    |
| 2008 | Phil Taylor (106,25)          | 18–9  | Terry Jenkins (100,92)        | PartyPoker.com | £356 000    | £100 000  | £40 000    |
| 2009 | Phil Taylor (103,94)          | 16–2  | Scott Waites (94,16)          | PartyPoker.com | £400 000    | £100 000  | £50 000    |
| 2010 | Scott Waites (99,86)          | 16–12 | James Wade (92,79)            | Daily Mirror   | £400 000    | £100 000  | £50 000    |
| 2011 | Phil Taylor (109,04)          | 16–4  | Gary Anderson (98,92)         | William Hill   | £400 000    | £100 000  | £50 000    |
| 2012 | Raymond van Barneveld (95,79) | 16–14 | Michael van Gerwen (98,55)    | William Hill   | £400 000    | £100 000  | £50 000    |
| 2013 | Phil Taylor (98,14)           | 16–6  | Robert Thornton (97,02)       | William Hill   | £400 000    | £100 000  | £50 000    |
| 2014 | Phil Taylor (102,45)          | 16–13 | Dave Chisnall (98,02)         | Singha Beer    | £400 000    | £100 000  | £50 000    |
| 2015 | Michael van Gerwen (100,94)   | 16–13 | Phil Taylor (102,53)          | Singha Beer    | £400 000    | £100 000  | £50 000    |
| 2016 | Michael van Gerwen (98,74)    | 16–8  | James Wade (90,73)            | Singha Beer    | £400 000    | £100 000  | £50 000    |
| 2017 | Michael van Gerwen (102,18)   | 16–12 | Peter Wright (97,71)          | Bwin           | £450 000    | £110 000  | £55 000    |
| 2018 | Gerwyn Price (96,70)          | 16–13 | Gary Anderson (97,25)         | Bwin           | £450 000    | £110 000  | £55 000    |
| 2019 | Gerwyn Price (107,86)         | 16–6  | Peter Wright (96,28)          | BoyleSports    | £550 000    | £125 000  | £65 000    |
| 2020 | José de Sousa (99,95)         | 16–12 | James Wade (94,26)            | BoyleSports    | £550 000    | £125 000  | £65 000    |
| 2021 | Gerwyn Price (103,90)         | 16–8  | Peter Wright (91,51)          | Cazoo          | £550 000    | £125 000  | £65 000    |
| 2022 | Michael Smith (96,84)         | 16–5  | Nathan Aspinall (90,94)       | Cazoo          | £650 000    | £150 000  | £70 000    |
| 2023 | Luke Humphries (104,69)       | 16–8  | Rob Cross (103,61)            | Mr Vegas       | £650 000    | £150 000  | £70 000    |
| 2024 | Luke Littler (107,08)         | 16–3  | Martin Lukeman (93,42)        | Mr Vegas       | £650 000    | £150 000  | £70 000    |

## Zawodnicy, którzy wystąpili w turnieju
| - Gary Anderson - Niels de Ruiter - Andy Hamilton - Andy Jenkins - Terry Jenkins - Mervyn King - Adrian Lewis - Colin Lloyd - Wayne Mardle - Gary Mawson - Wayne Jones |  | - Kevin McDine - Phil Nixon - Kevin Painter - John Part - Phil Taylor - Raymond van Barneveld - Vincent van der Voort - Michael van Gerwen - James Wade - Simon Whitlock - Mark Webster |  | - Dave Chisnall - Ricky Evans - Ted Hankey - Kim Huybrechts - Ronny Huybrechts - Stuart Kellett - Paul Nicholson - Wes Newton - Peter Wright - Mark Walsh - Robert Thornton |  | - Justin Pipe - Michael Smith - Russ Smith - Dean Winstanley - Rowby-John Rodriguez - Christian Kist - Keegan Brown - Ian White - Steve Beaton - Steve West - Max Ropp |